# Hang On Sloopy
Singles de The McCoys
Fever
(novembre 1966)
Hang On Sloopy est une chanson écrite par Wes Farrell et Bert Russell. Elle est enregistrée pour la première fois en 1964 par le groupe de soul The Vibrations sous son titre original, My Girl Sloopy. Sa version la plus célèbre est celle des McCoys avec le guitariste soliste et chanteur Rick Derringer, qui se classe en tête des ventes aux États-Unis en octobre 1965. La chanson est devenue le tarif standard des groupes de garage et, en 1965, elle est devenue l'une des premières chansons enregistrées par les Yardbirds avec le guitariste Jeff Beck. En 1964, Eric Clapton, alors guitariste soliste des Yardbirds, présente au groupe "My Girl Sloopy" des Vibrations pour qu'ils l'enregistrent. Mais avant que ce ne soit fait cependant, Clapton a quitté le groupe après qu'ils ont préférés la chanson For Your Love, qu'il jugeait trop commerciale et éloignée du blues. Au cours de sa deuxième session d'enregistrement le 13 avril 1965 avec les Yardbirds, le nouveau guitariste Jeff Beck et le groupe ont enregistré la chanson aux studios Advision à Londres. Leur interprétation à 5:36 était considérée comme inhabituelle pour un enregistrement en studio à l'époque; Bruce Eder d'AllMusic l'a appelé "le premier jam prolongé à émerger sur disque d'un groupe de la scène blues britannique". Le chroniqueur du groupe Greg Russo a également commenté la "prise humoristique du groupe dans laquelle ils ont utilisé des accumulations vocales incontrôlables", qui faisait partie de leurs performances live, comme au cinquième Festival national de jazz et de blues de Richmond le 6 août.
Lors de la recherche de matériel pour le premier album américain des Yardbirds, le manager Giorgio Gomelsky a inclus "My Girl Sloopy" et deux autres morceaux enregistrés à Advision avec Beck. L'album produit à la hâte est sorti le 5 juillet 1965, afin de susciter l'intérêt pour la prochaine première tournée américaine du groupe. Le 11 août, les trois chansons ont formé le premier maxi-single (EP) des Yardbirds au Royaume-Uni, où elle a atteint la deuxième place du classement des charts.

## Des Strangeloves aux McCoys
Au début de 1965, les Strangeloves , un groupe de rock new-yorkais, voulaient faire de la chanson la suite de leur single à succès " I Want Candy " et ont commencé à l'interpréter en concert. Cependant, les Dave Clark Five, avec qui ils tournaient, ont dit aux Strangeloves qu'ils allaient enregistrer leur propre version à leur retour en Angleterre, en copiant l'arrangement des Strangeloves. Ceux-ci ont réalisé que le morceau de Dave Clark Five serait probablement un succès, mais ils n'étaient pas encore prêts à sortir un nouveau single car ils profitaient encore du succès de "I Want Candy" sortie quelques mois plus tôt.
La réponse s'est présentée lorsqu'un jeune groupe rock nommé Rick and the Raiders a ouvert pour les concerts des Strangeloves en juillet à Dayton, Ohio. Trois auteurs-producteurs de Brooklyn, New York, ont recruté Rick and the Raiders pour enregistrer la chanson sous leur nom. Leur leader de 16 ans, Rick Zehringer, a été transporté par avion aux Bell Sound Studios à New York pour enregistrer sa voix sur les morceaux d'accompagnement déjà enregistrés des Strangeloves. Il a été décidé de changer le nom du groupe de Rick en McCoys pour éviter toute confusion avec un autre groupe populaire à l'époque, Paul Revere & the Raiders, et Rick a commencé à utiliser le nom de scène Rick Derringer. Le single est sorti sur Bang Records et est entré dans les charts le 14 août 1965. Il a atteint la première place le 2 octobre. Contrairement aux attentes des Strangeloves, la version Dave Clark Five n'est même jamais sortie.
Initialement écrite et enregistrée avec trois couplets, la chanson "Hang On Sloopy" a été réduite à deux couplets pour le single et l'album aussi titré Hang On Sloopy. La version non éditée à trois couplets, à 3 minutes et 50 secondes, est apparue pour la première fois sur la compilation de divers artistes du label Bang de 1970, Bang & Shout Super Hits (BLPS-220), puis à nouveau sur la compilation de divers artistes de Rhino Records de 1991, Grandson of Frat Rock! Vol. 3 et la compilation de 1995 Hang On Sloopy: The Best of the McCoys.

## Deux versions deHang On Sloopyavec Derringer et les McCoys
Sur youtube, il existe deux versions distinctes de la chanson, la plus ancienne en noir et blanc, montre une image fixe du groupe à leur début avec cheveux courts, alors que le second visiblement plus récent et en couleur montre le groupe plus vieux et avec les cheveux longs qui interprète live la chanson. La musique aussi a évoluée entre ces deux versions, si le premier contient seulement guitares-basse-chant-batterie, le second lui a aussi un xylophone absent de la première version et qui ajoute une couleur particulière à celle-ci.

## Reprises
Le succès de Hang On Sloopy a donné lieu à de très nombreuses reprises, parmi lesquelles celles de :
- Jan and Dean sur l'album Folk 'n Roll (1965)
- The Yardbirds sur For Your Love (1965), sous le titre My Girl Sloopy
- The Strangeloves sur I Want Candy (1965)
- The Beau Brummels sur Beau Brummels '66 (1966)
- The Kingsmen sur 15 Great Hits (1966)
- The Supremes sur The Supremes A' Go-Go (1966)
- The Wailers sur Out of Our Tree (1966)
- The Lettermen sur Traces / Memories (1970)
- Ramsey Lewis sur Ramsey Lewis' Newly Recorded All-Time Non-Stop Golden Hits (1973)
- Johnny Rivers sur Blue Suede Shoes (1973)
- The Remains sur A session with the Remains (1996)

La chanson a connu deux adaptations en français :
- Reviens Sloupy par Pierre Saka pour les Surfs (1965) et Richard Prolux (aussi 1965)
- Un sourire par Sylvain Pauchard pour Martin Circus (1975)

## Au cinéma
- Les Petits Mouchoirs 2010 de Guillaume Canet (source : générique)